# Església de Sainte-Famille de Kigali
L'Església de Sainte-Famille de Kigali és una església catòlica a Kiyovu, al centre de Kigali, a Ruanda. Està situat en un turó, a prop del districte comercial de Ruhenge. L'església de Sainte-Famille va ser escenari de matances durant el genocidi ruandès a l'abril de 1994.

## Arquitectura
L'edifici està construït amb maons vermells, però la seva façana està decorada amb panells blancs. A més de l'església parroquial, també inclou un centre de visitants, una clínica, una escola primària, una escola primària i edificis arrendats a particulars per la parròquia.

## Història
Construïda el 1913, l'edifici és una de les esglésies més grans de la ciutat.

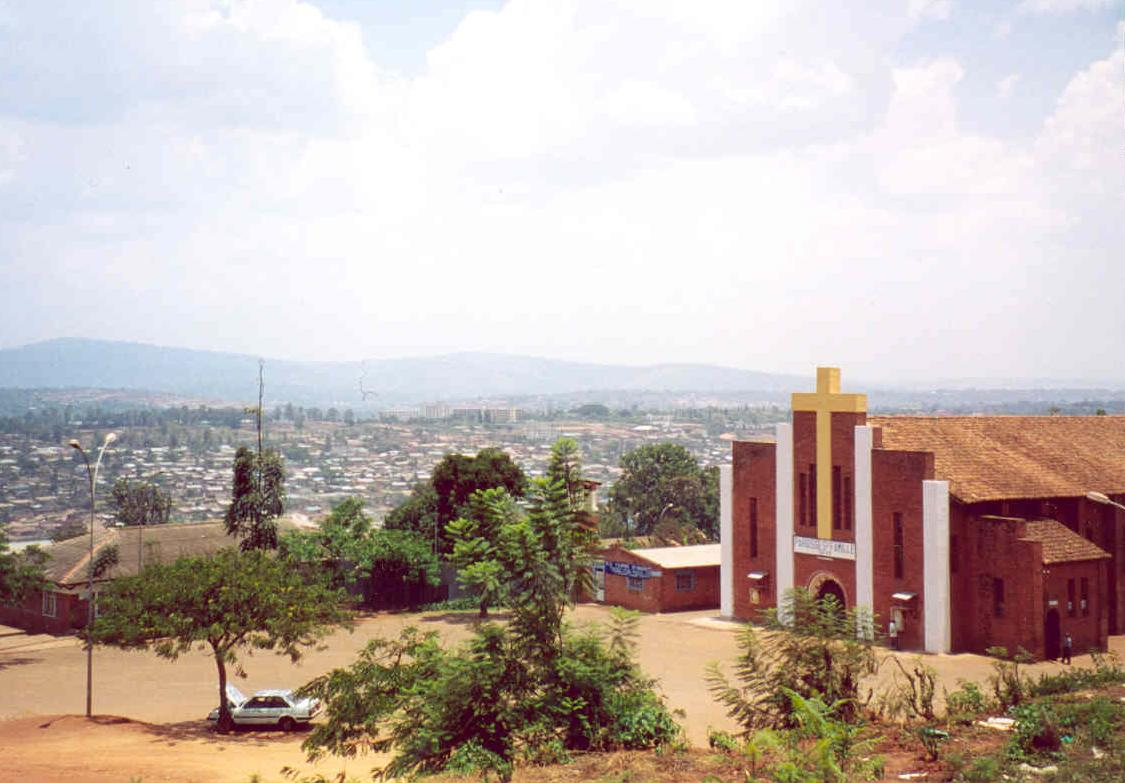
Sainte Famille, un lloc de genocidi

Durant el genocidi de 1994 milers de tutsis i hutus es van refugiar a l'església i molts van ser massacrats, després de la mort del president Juvénal Habyarimana.
Els testimonis van dir que el sacerdot a càrrec de l'església, el pare Wenceslas Munyeshyaka es va armar i va ajudar a les milícies hutu a agafar gent de l'església per morir.
Munyeshyaka va ser responsable de la majoria dels assassinats, i va acceptar "deixar que els milicians escullin els que volien de tant en tant." Wenceslas Munyeshyaka odiava els tutsis i els anomenava inyenzis.
Després d'aquest incident i altres similars en altres esglésies, molts dels habitants de Ruanda es van convertir a islam. Parlant deu anys més tard, el pare Antoine Kambanda, director de la branca local de Càritas Diocesana, va reconèixer que alguns membres de l'església catòlica havien estat involucrats en els assassinats, encara que altres havien fet el que havien pogut per evitar-los.